# Franciszków (gromada)
Franciszków – dawna gromada, czyli najmniejsza jednostka podziału terytorialnego Polskiej Rzeczypospolitej Ludowej w latach 1954–1972.
Gromady, z gromadzkimi radami narodowymi (GRN) jako organami władzy najniższego stopnia na wsi, funkcjonowały od reformy reorganizującej administrację wiejską przeprowadzonej jesienią 1954 do momentu ich zniesienia z dniem 1 stycznia 1973, tym samym wypierając organizację gminną w latach 1954–1972.
Gromadę Franciszków z siedzibą GRN we Franciszkowie utworzono – jako jedną z 8759 gromad na obszarze Polski – w powiecie grodziskomazowieckim w woj. warszawskim, na mocy uchwały nr VI/10/4/54 WRN w Warszawie z dnia 5 października 1954. W skład jednostki weszły obszary dotychczasowych gromad Antoniew, Jesionka, Franciszków, Prościeniec i Smolarnia ze zniesionej gminy Guzów oraz obszary dotychczasowych gromad Józefów i Łubno ze zniesionej gminy Żyrardów-Wiskitki, ponadto obszar lasów o powierzchni 170 ha (przylegający do zachodnich granic gromad: Sokule, Tomaszew, Łubno do północnej granicy gromady Jesionka, – do wschodnich granic gromad: Antoniew, Prościeniec i do południowej granicy gromady Staro-Wiskitki), w tymże powiecie. Dla gromady ustalono 17 członków gromadzkiej rady narodowej.
Gromada przetrwała do końca 1972 roku, czyli do kolejnej reformy gminnej.